# ماتسوموتو، ناگانو
ماتسوموتو در Nagano Prefecture در کشور Japan واقع شده‌است  که دارای جمعیت ۲۲۷٬۳۹۲ نفر و مساحت ۹۱۹٫۳۵ Square kilometre با تراکم جمعیت ۲۴۷  نفر در Square kilometre است و در تاریخ ۱ مه ۱۹۰۷ به عنوان شهر شناخته شد.

## نگارخانه

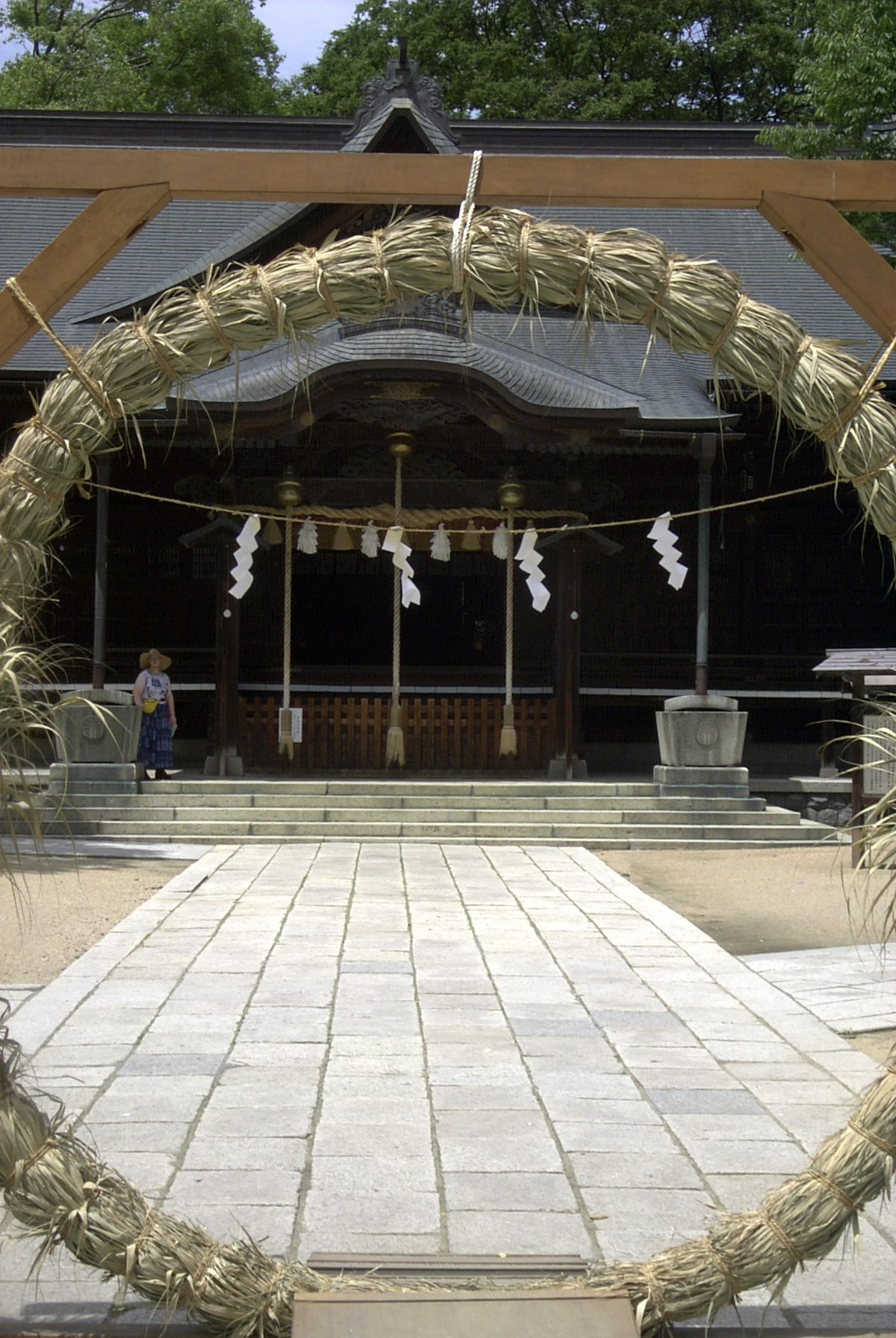
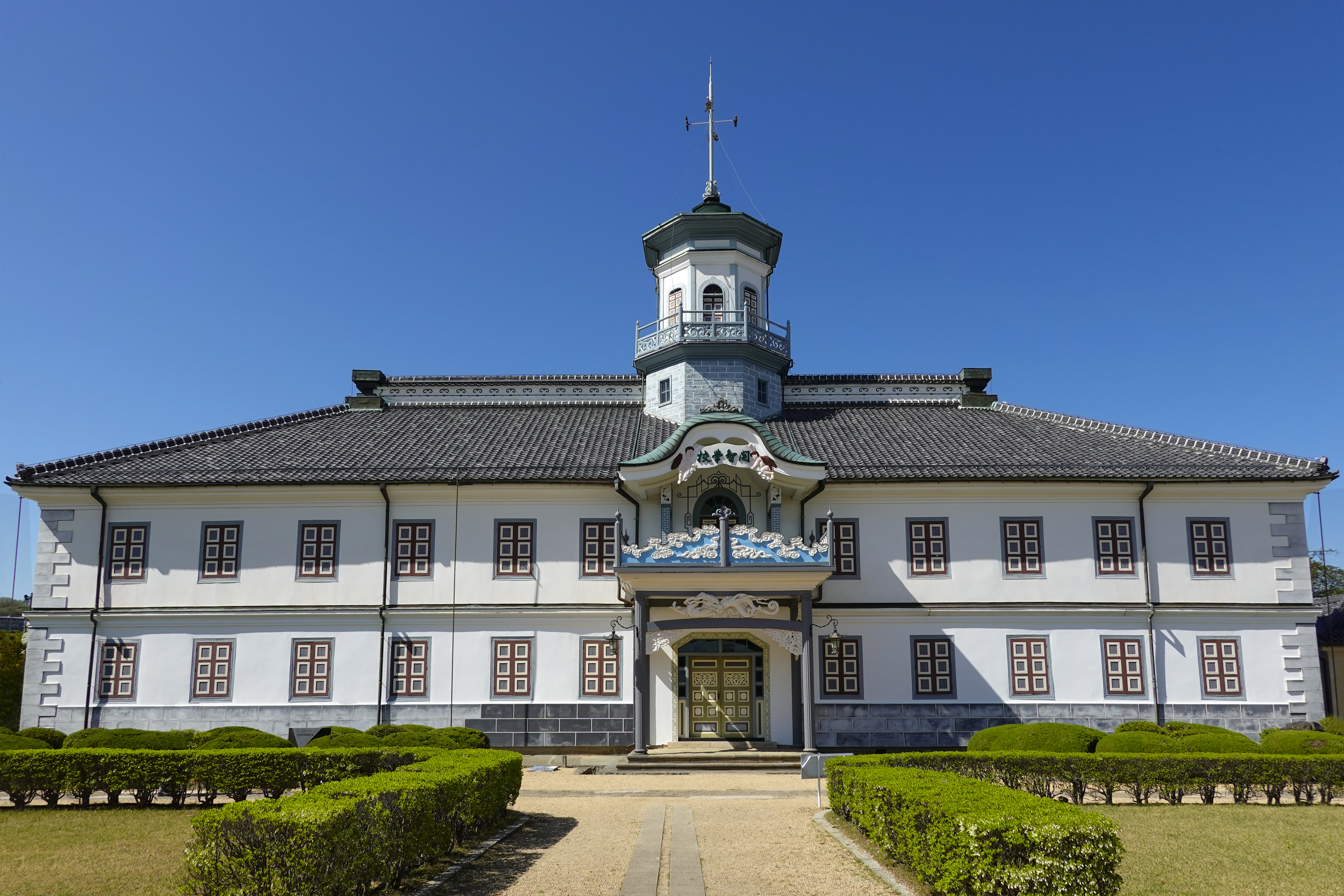
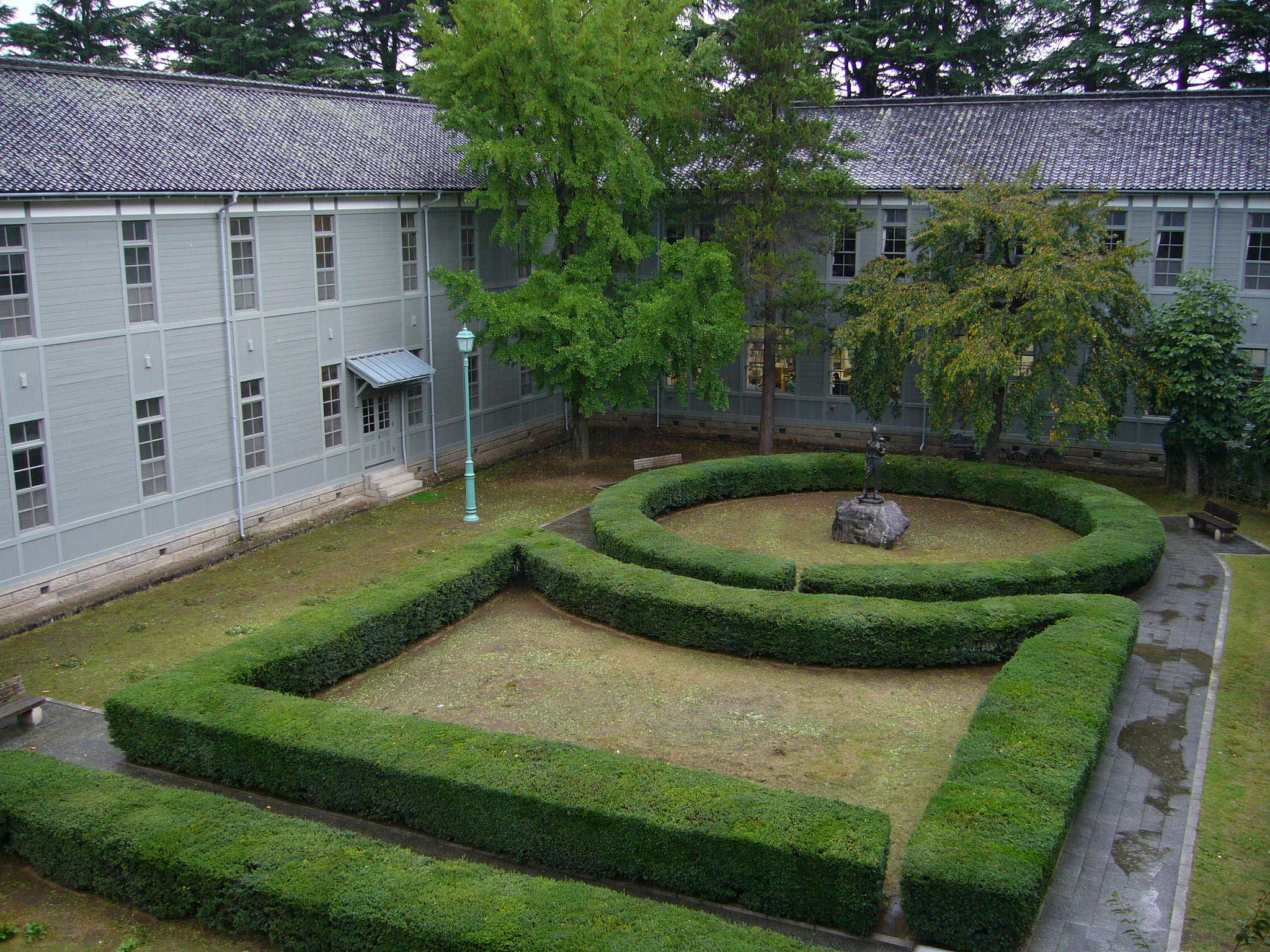
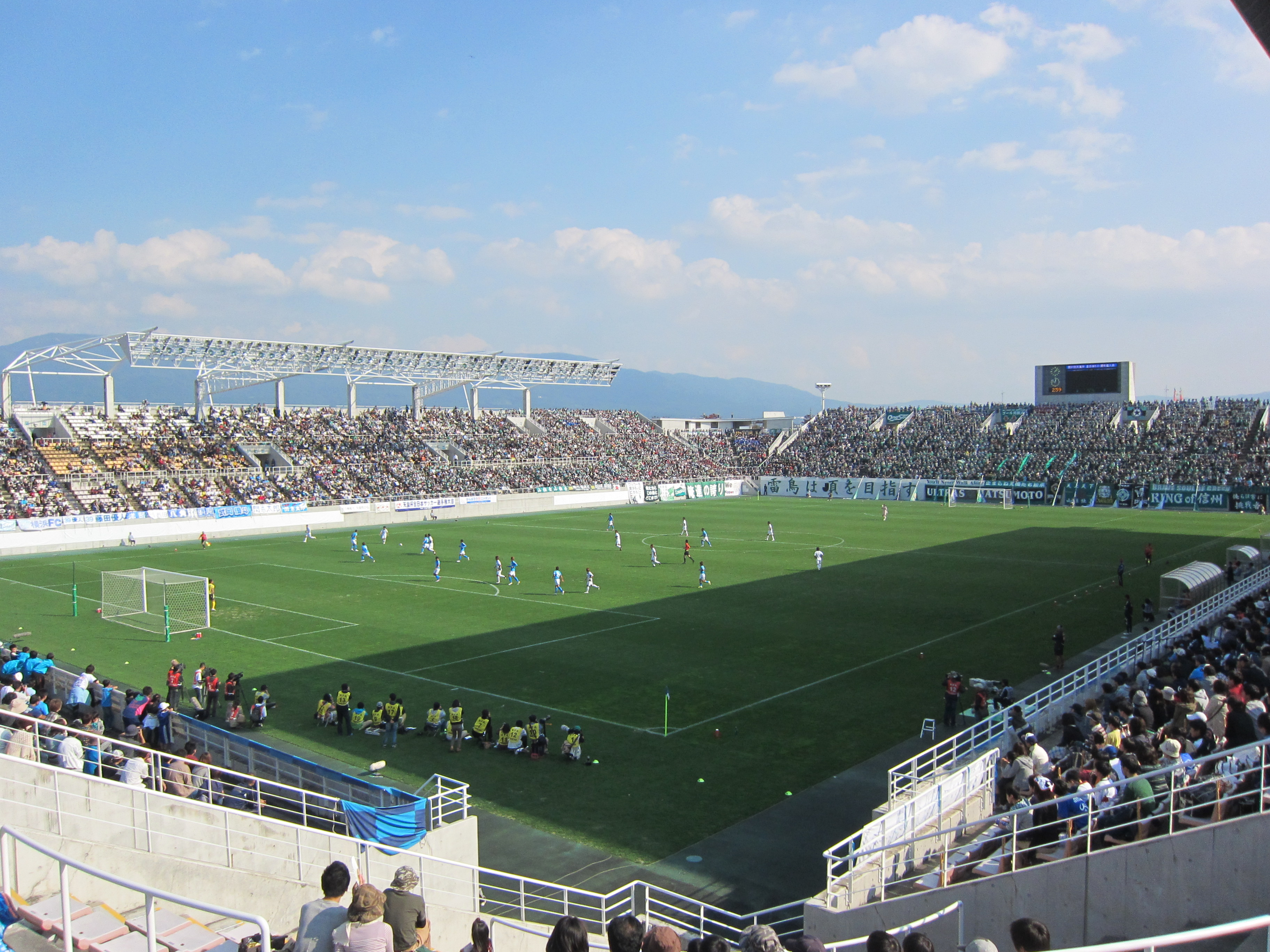
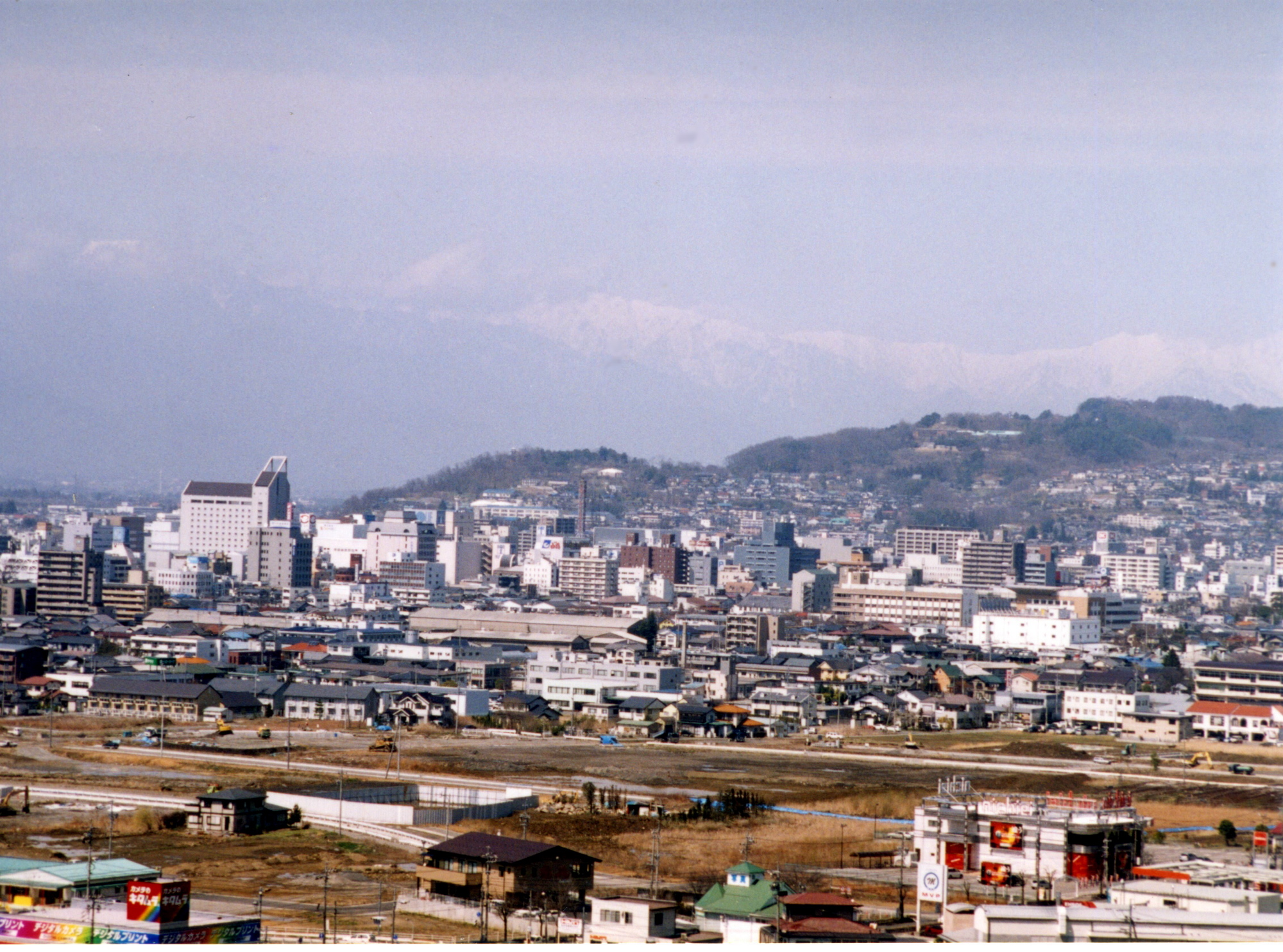
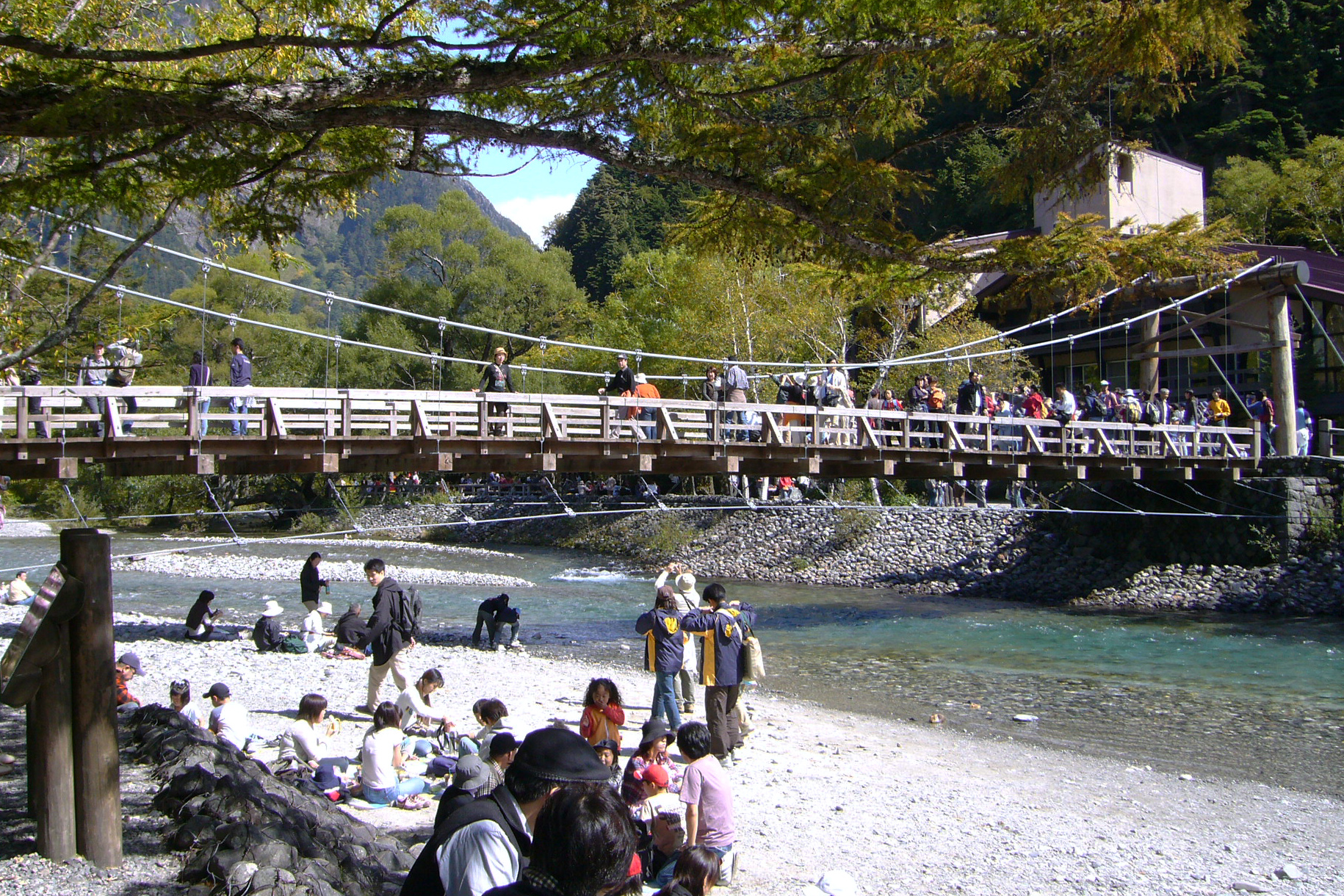
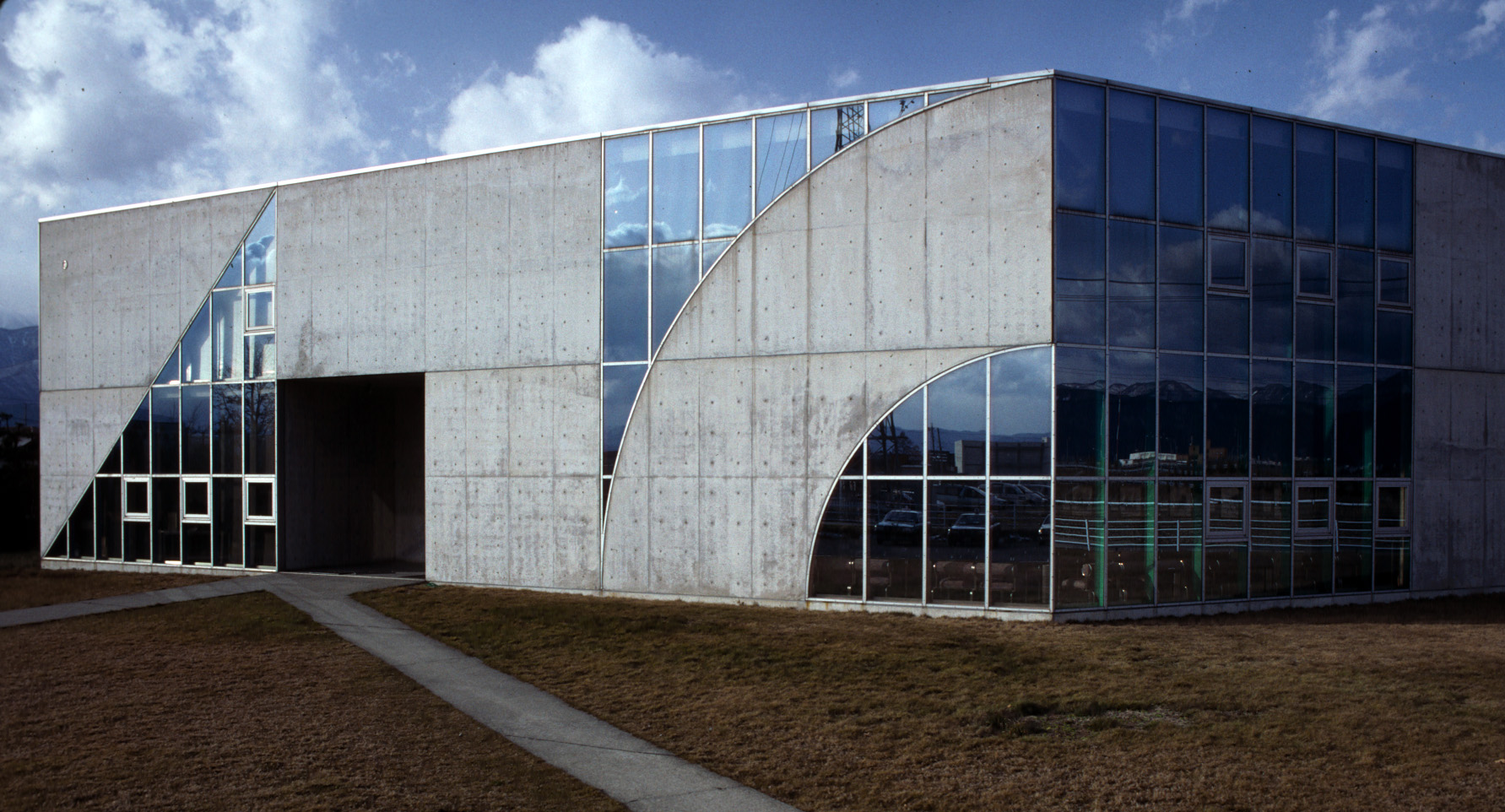
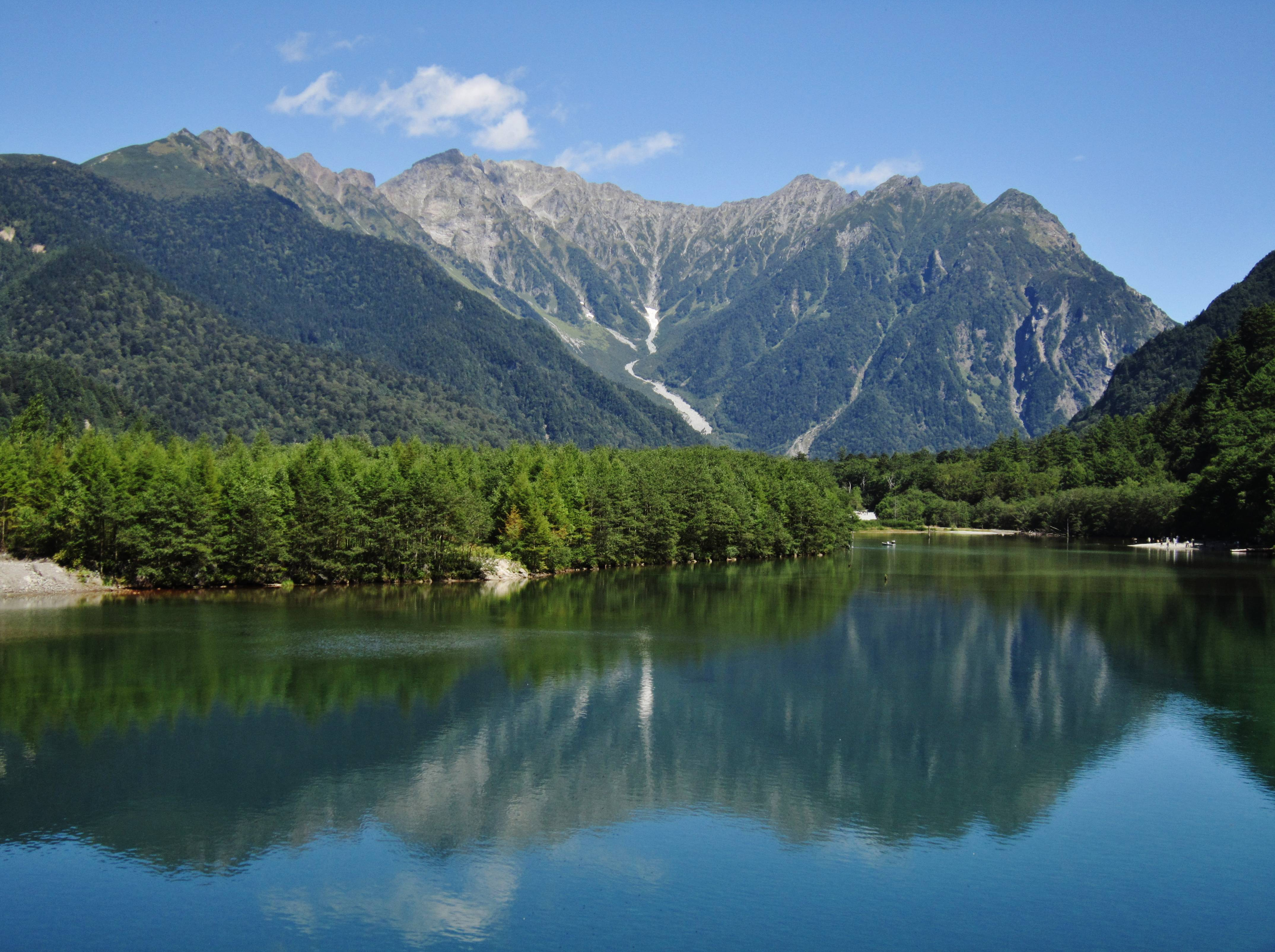